# 尚衞
尚 衞（しょう まもる、1950年8月18日 - ）は、かつて存在した琉球王国の王家第二尚氏の第23代当主。
第22代当主である侯爵尚裕の長男。
三重県伊勢市に在住。

## 経歴
千代田区立永田町小学校、同麹町中学校を経て玉川学園高等部に進み、玉川大学を卒業後、西武百貨店に就職。
数年後に退社しモデルや映画のエキストラを経験。
1982年5月、結婚。
1984年、長男、猛（たける）誕生。
1993年、米アラバマ州サムフォード大学に留学しMBAを取得。帰国後離婚。
2017年8月、三重県出身の神職・孝之（たかゆき）と満喜（まき）の夫妻と養子縁組。
2019年5月、一般社団法人琉球歴史文化継承振興会を設立し、代表理事を務める。

## 活動
伝統文化を継承し、沖縄県民の思いに応えるため琉球王家の祖先を供養する伝統祭事「清明祭（シーミー、ウシーミー）」
を第二尚氏の歴代国王が葬られている沖縄県那覇市首里の陵墓「玉陵」で行うことを2017年に決意した。しかし、1992年に父の尚裕が玉陵を那覇市に寄贈し、2000年には玉陵が「琉球王国のグスク及び関連遺産群」として世界遺産に登録されたため、那覇市の城間幹子市長を訪問し玉陵の使用について協力を要請していた。
そして2018年4月6日、玉陵で清明祭を行った。一族7人と市町村代表ら来賓25人も参加し、1970年代半ばに両親が行って以来、約45年ぶりに玉陵で行われる清明祭となった。儀式を終えた後、報道陣に「感無量です。沖縄あっての尚家なので沖縄独自の文化を大切にし、県民のためにさまざまな形で貢献していきたい」と述べ、玉陵での清明祭については今後、毎年開催していきたいとしている。
また、同年には琉球王国時代の資料253点を那覇市に寄贈し、8月9日に那覇市役所で市から感謝状の贈呈を受けている。
このとき尚衞から那覇市へ寄贈された38点の文書・1点の文書箱および石垣市立八重山博物館が2018年12月に那覇市へ移譲した3点の尚家文書について、2019年3月18日に国の文化審議会は国宝へ追加指定するよう柴山昌彦文部科学大臣に答申した。答申の対象となった41点の尚家文書には琉球王国から明治新政府へ派遣された使節団の業務日誌「東京日記」や琉球国王が正月の儀式の際に着用した衣装の記録などが含まれており、専門家は「当時の琉球王国の対応や儀式の詳細を知る上で貴重な資料となるだろう」と話している。尚家文書は2006年に沖縄県として戦後初の国宝に指定されている。
祭祀の後継者としては、実子の猛ではなく養子の孝之・満喜夫妻を指名している。その背景として評論家の篠原章は、清明祭をめぐって、衞・養子夫妻と猛・琉球王族の系統の門中会「向氏仁淵堂（しょうしじんえんどう）金武御殿門中会（ちんうどぅんむんちゅうかい）」の関係に亀裂が生じたことを報じている。
2025年5月、那覇市で開かれた「沖縄県祖国復帰53周年記念祭典～平和への誓い！自衛隊への感謝と沖縄の未来～」で登壇し、1879年の琉球処分（沖縄県設置）について「（琉球の）滅亡ではなく、日本という国家への統合を選択した。尚家を守ることより、琉球の民の幸福を願った第19代尚泰王の正しい決断だった」と述べた。